# Stigmella porphyreuta
Stigmella porphyreuta là một loài bướm đêm thuộc họ Nepticulidae. Nó được miêu tả bởi Meyrick năm 1917. Nó được tìm thấy ở Nam Phi.